# Blindekuh (Film)
Blindekuh ist ein deutscher Stummfilm von Ernst Lubitsch aus dem Jahr 1915. Die Komödie in einem Akt zählt zu den verschollenen Werken des Regisseurs.

## Inhalt
Die Mutter will die Heirat ihrer Tochter mit einem ihr unerwünschten Mann verhindern. Zu diesem Zweck verlobt sie sich selbst mit dem Freund ihrer Tochter. Sie wird jedoch vom Paar überlistet, das schließlich zusammenfindet.

## Produktion
Dieser Film war die erste Regiearbeit Lubitschs aus dem Jahr 1914, uraufgeführt wurde er aber erst 1915. Die Bauten des Films stammen von Kurt Richter. Die Zensur belegte Blindekuh im Mai 1915 mit einem Jugendverbot. Die Uraufführung fand am 28. Mai 1915 im U.T. Nollendorfplatz, U.T. Friedrichstraße, U.T. Kurfürstendamm und U.T. Alexanderplatz in Berlin statt.

## Kritik
Die Kritik lobte Lubitschs „oft bewährte groteske Schauspielkunst“ und schrieb, dass der Film „durch Lubitschs Kunst […] sehr lustig geworden“ sei. Gleichzeitig räumte sie jedoch ein, dass er „etwas in die Länge gezerrt [sei]. Weniger wäre hier mehr gewesen.“